# Йохан Фридрих Вилхелм фон Изенбург-Бюдинген-Меерхолц
Йохан Фридрих Вилхелм фон Изенбург-Бюдинген-Меерхолц (на немски: Johann Friedrich von Isenburg-Büdingen-Meerholz; * 2 май 1729, Меерхолц, Гелнхаузен; † 4 май 1802, Меерхолц) е вторият граф на Изенбург-Бюдинген в Меерхолц (1774 – 1802).

## Произход
Той е син на граф Карл фон Изенбург-Бюдинген-Меерхолц (1700 – 1774) и съпругата му графиня Елеонора Елизабет Фридерика Юлиана фон Золмс-Рьоделхайм-Асенхайм (1703 – 1762), дъщеря на граф Лудвиг Хайнрих фон Золмс-Рьоделхайм-Асенхайм (1667 – 1728) и управляващата графиня Вилхелмина Христиана фон Лимпург (1679 – 1757).

## Фамилия
Йохан Фридрих Вилхелм се жени на 11 юни 1762 г. в Грумбах за графиня Каролина фон Залм, вилд- и Рейнграфиня в Грумбах (* 20 април 1734, Меерхолц; † 11 май 1791, Меерхолц), дъщеря на вилд- и Рейнграф Карл Валрад Вилхелм фон Салм-Грумбах, граф фон Даун (1701 – 1763) и графиня Юлиана Франциска фон Прьозинг-Лимпург (1709 – 1775). Тя е внучка на вилд- и Рейнграф Карл Лудвиг Филип фон Залм-Грумбах (1678 – 1727) и първата му съпруга принцеса Мария Вилхелмина Хенриета фон Насау-Узинген (1679 – 1718). Те имат 7 деца:
- Карл Вилхелм Лудвиг (1763 – 1832), женен на 29 март 1785 г. във Витгенщайн за графиня Каролина фон Сайн-Витгенщайн-Хоенщайн (1764 – 1833)
- Фридрих Вилхелм Христиан Лудвиг (1764 – 1764)
- Георг Вилхелм Лудвиг Казимир (1767 – 1774)
- Карл Вилхелм Фридрих (1768 – 1769)
- Йозеф Фридрих Вилхелм Албрехт (1772 – 1822), женен на 22 октомври 1818 г. в Кастел за графиня Доротея фон Кастел-Кастел (1796 – 1864)
- Каролина Леополдина Фридерика Луиза (1766 – 1771)
- Луиза Христиана Елеонора (1770 – 1808), омъжена на 23 декември 1784 г. в Меерхолц за граф Александер фон Пюклер-Лимпург (1751 – 1820)